# Dialektologi
Dialektologi er det videnskabelige studie af sproglige dialekter, det vil sige variationer indenfor et naturligt sprog som følge af geografisk udbredelse.
Historisk er bestemmelsen og optegnelsen af isoglosser – linjer på kort der viser udbredelsen af forskellige dialektale fænomener – været vigtig for dialektologien. De mest studerede emner i dag er blandst andet indbyrdes forståelighed ved definition af sprog og dialekter, tilfælde af diglossi (hvor to dialekter benyttes ved forskellige situationer), dialektkontinuum og pluricentrisme.
Hans Kurath og William Labov er to af de mest indflydelsesrige forskerne indenfor dette fagfelt.